# Synema paraense
Synema paraense är en spindelart som beskrevs av Cândido Firmino de Mello-Leitão 1929. 
Synema paraense ingår i släktet Synema och familjen krabbspindlar. Inga underarter finns listade i Catalogue of Life.